# ザ・オカルトハウス/対決!超能力の男vs悪魔の化身
ザ・オカルトハウス/対決！超能力の男vs悪魔の化身（en:Baffled! )は1973年に放送されたイギリスのテレビ映画であり、テレビシリーズのパイロット版として製作された。

## あらすじ
怪奇現象が頻発する館に、超能力者が調査のため潜入する。
超能力者は犯人である悪魔を追い詰めるも、逃げられてしまう。

## キャスト
| 役名                 | 俳優                         | 日本語吹替                     |
| 役名                 | 俳優                         | テレビ朝日版                   |
| -------------------- | ---------------------------- | ------------------------------ |
| トム・コバック       | レナード・ニモイ             | 勝部演之                       |
| ミッシェル           | スーザン・ハンプシャー       | 武藤礼子                       |
| アンドレア・ケレン   | ヴェラ・マイルズ             | 小沢左生子                     |
| ファラディ夫人       | レイチェル・ロバーツ         | 中西妙子                       |
| ミセス・サンフォード | ヴァレリー・テイラー         | 大塚道子                       |
| ジェニファー         | ジュエル・ブランチ           | 杉田かおる                     |
| バレリー             | クリストファー・ベンジャミン | 山内雅人                       |
| ダンカン             | マイク・マーレイ             | 中田浩二                       |
| トレイスウェル       | レイ・ブルックス             | 中尾隆聖                       |
| ペッグ               | アンガラッド・リース         | 小宮和枝                       |
| ホプキンス           | ユアン・ロバーツ             | 平林尚三                       |
| リード               | ミルトン・ジョンズ           | 上田敏也                       |
| インタビューア       | アル・マンシーニ             | 納谷六朗                       |
| アナウンサー         |                              | 緑川稔                         |
| ラジオ               |                              | 作間功                         |
| ドアマン             |                              | 大久保正信                     |
| 掃除婦               |                              | 巴菁子                         |
|                      |                              |                                |
| 演出                 | 演出                         | 小林守夫                       |
| 翻訳                 | 翻訳                         | 木原たけし                     |
| 効果                 | 効果                         | 遠藤堯雄/桜井俊哉              |
| 調整                 | 調整                         | 前田仁信                       |
| 制作                 | 制作                         | 東北新社                       |
| 解説                 | 解説                         | 淀川長治                       |
| 初回放送             | 初回放送                     | 1978年7月30日 『日曜洋画劇場』 |